# کوی شیائوتونگ
کوی شیائوتونگ (انگلیسی: Cui Xiaotong؛ زادهٔ ۲۱ نوامبر ۱۹۹۴) قایقران روئینگ اهل چین است.
وی در مسابقات کشوری و بین‌المللی در مجموع برندهٔ ۲ مدال طلا شده‌است.